# Torneio Internacional Zé Dú de 2014
O Torneio internacional “Zé Dú” de  hóquei em patins  visa homenagear o Presidente da República de Angola, José Eduardo dos Santos. Realizou-se de 20 a 24 de agosto, no pavilhão Multiuso do Kilamba, em Luanda, o 13.º Troféu Internacional de Hóquei em Patins, denominado "Troféu José Eduardo dos Santos". 

## 1ª Jornada
| Andes Talleres | 4  | Juventude Viana       | 5 |
| 1º Agosto      | 0  | Sorting C.P.          | 5 |
| Espanha Sub-21 | 10 | Ferroviário de Maputo | 2 |
| África do Sul  | 0  | Académica Luanda      | 8 |
| -------------- | -- | --------------------- | - |

## 2ª Jornada
| África do Sul  | 6 | Juventude Viana       | 13 |
| Sorting C.P.   | 7 | Ferroviário de Maputo | 0  |
| Espanha Sub-21 | 2 | 1º Agosto             | 2  |
| Andes Talleres | 1 | Académica Luanda      | 5  |
| -------------- | - | --------------------- | -- |

## 3ª Jornada
| 1º Agosto       | 7 | Ferroviário de Maputo | 4 |
| África do Sul   | 2 | Andes Talleres        | 8 |
| Juventude Viana | 2 | Académica Luanda      | 3 |
| Espanha Sub-21  | 3 | Sorting C.P.          | 4 |
| --------------- | - | --------------------- | - |

### Classificação
| Team                  | Pld | W | D | L | GF | GA | GD  | Pts |
| --------------------- | --- | - | - | - | -- | -- | --- | --- |
| Académica Luanda      | 3   | 3 | 0 | 0 | 16 | 3  | +13 | 9   |
| Sorting C.P.          | 3   | 3 | 0 | 0 | 16 | 3  | +13 | 9   |
| Juventude Viana       | 3   | 2 | 0 | 1 | 20 | 13 | +7  | 6   |
| Espanha Sub-21        | 3   | 1 | 1 | 1 | 15 | 8  | +5  | 4   |
| 1º Agosto             | 3   | 1 | 1 | 1 | 9  | 11 | −2  | 4   |
| Andes Talleres        | 3   | 1 | 0 | 2 | 13 | 12 | +1  | 3   |
| Ferroviário de Maputo | 3   | 0 | 0 | 3 | 6  | 24 | −18 | 0   |
| África do Sul         | 3   | 0 | 0 | 3 | 8  | 29 | −21 | 0   |

## Meias-Finais
| Espanha Sub-21  | 2 | Académica Luanda | 3 |
| Juventude Viana | 1 | Sorting C.P.     | 0 |
| --------------- | - | ---------------- | - |

## 5º/8º
| África do Sul | 5 | Ferroviário de Maputo | 3 |
| 1º Agosto     | 3 | Andes Talleres        | 0 |
| ------------- | - | --------------------- | - |

## 3º/4º
| Sorting C.P. | 1 | Espanha Sub-21 | 2 |
| ------------ | - | -------------- | - |

## Final
| Juventude Viana | 4 | Académica Luanda | 6 |
| --------------- | - | ---------------- | - |

## Ligações Externas
- Angola Press